# Push the Button (canción)
«Push the Button» es una canción grabada por el grupo femenino inglés Sugababes lanzado por Island Records el 23 de septiembre de 2005 como el primer sencillo de su cuarto álbum de estudio Taller In More Ways (2005). Compuesta por Dallas Austin and the Sugababes, se inspiró en un enamoramiento que la miembro del grupo Keisha Buchanan desarrolló con otro artista. Musicalmente, la canción es una canción de electropop y R&B con varios efectos por computadora.
"Push the Button" recibió críticas positivas de los críticos musicales, que elogiaron su concepción y producción, y algunos lo nombraron uno de los mejores sencillos pop de la década de 2000. Convirtiéndose en uno de los lanzamientos más exitosos comercialmente del grupo.
Alcanzó el número uno en Austria, Irlanda, Nueva Zelanda y Reino Unido, y llegó a las listas de los cinco primeros en varios países de Europa y Australia. Fue nominado a Mejor Sencillo Británico en los Brit Awards de 2006.
Matthew Rolston dirigió el video musical que acompaña a "Push the Button", que fue filmado en Shepherd's Bush, Londres y presenta a las Sugababes coqueteando con tres hombres en un ascensor. El grupo interpretó la canción en numerosos festivales y eventos, como Oxegen 2008 y el V Festival 2008. La canción aparece en la banda sonora de It's a Boy Girl Thing (2006).

## Lista de canciones
| Reino Unido – CD1 |                   |          |  |
| N.º               | Título            | Duración |  |
| 1.                | «Push the Button» | 3:37     |  |
| 2.                | «Favourite Song»  | 3:47     |  |

| Reino Unido – CD2 |                                   |          |  |
| N.º               | Título                            | Duración |  |
| 1.                | «Push the Button»                 | 3:37     |  |
| 2.                | «Like the Weather»                | 3:51     |  |
| 3.                | «Push the Button» (DJ Prom Remix) | 8:13     |  |
| 4.                | «Push the Button» (video musical) |          |  |

| Reino Unido – Vinilo de 12" |                                        |          |  |
| N.º                         | Título                                 | Duración |  |
| 1.                          | «Push the Button» (DJ Prom Remix)      | 8:13     |  |
| 2.                          | «Push the Button» (Psycho Radio Remix) | 8:03     |  |

## Posicionamiento en listas y certificaciones
| Lista (2005)                          | Mejor posición |
| ------------------------------------- | -------------- |
| Alemania (Offizielle Deutsche Charts) | 2              |
| Australia (ARIA)                      | 3              |
| Austria (Ö3 Austria Top 40)           | 1              |
| Bélgica (Flandes) (Ultratop 50)       | 2              |
| Bélgica (Valonia) (Ultratop 50)       | 33             |
| Dinamarca (Tracklisten)               | 3              |
| (European Hot 100 Singles)            | 1              |
| Finlandia (OFC)                       | 8              |
| Francia (SNEP)                        | 17             |
| Hungría (Rádiós Top 40)               | 2              |
| Irlanda (IRMA)                        | 1              |
| Italia (FIMI)                         | 11             |
| Noruega (VG-lista)                    | 2              |
| Nueva Zelanda (Recorded Music NZ)     | 1              |
| Países Bajos (Dutch Top 40)           | 3              |
| Reino Unido (UK Singles Chart)        | 1              |
| República Checa (Rádio Top 100)       | 3              |
| Rumania (Romanian Top 100)            | 2              |
| Suecia (Sverigetopplistan)            | 4              |
| Suiza (Schweizer Hitparade)           | 3              |

| País                       | Certificación |
| -------------------------- | ------------- |
| Alemania (BVMI)            | Oro           |
| Australia (ARIA)           | Platino       |
| Austria (IFPI Austria)     | Oro           |
| Dinamarca (IFPI Dinamarca) | Platino       |
| Nueva Zelanda (RIANZ)      | Oro           |
| Reino Unido (BPI)          | Platino       |
| Suecia (SRIA)              | Platino       |

#### Sucesión en listas
| Anterior: «Don't Cha» de Pussycat Dolls con Busta Rhymes | UK Singles Chart — Sencillo Nro 1 2 de octubre de 2005 — 22 de octubre de 2005      | Siguiente: «I Bet You Look Good on the Dancefloor» de Arctic Monkeys |
| Anterior: «Durch den Monsun» de Tokio Hotel              | Ö3 Austria Top 40 — Sencillo Nro 1 16 de octubre de 2005 — 16 de noviembre de 2005  | Siguiente: «Hung Up» de Madonna                                      |
| Anterior: «Tripping» de Robbie Williams                  | European Hot 100 — Sencillo Nro 1 12 de noviembre de 2005 — 25 de noviembre de 2005 | Siguiente: «Hung Up» de Madonna                                      |
| Anterior: «Stickwitu» de Pussycat Dolls                  | RIANZ Singles Chart — Sencillo Nro 1 23 de enero de 2006 — 12 de febrero de 2006    | Siguiente: «Run It!» de Chris Brown                                  |